# Canning, Nova Scotia
Canning är en ort i Kanada.   Den ligger i provinsen Nova Scotia, i den sydöstra delen av landet, 900 km öster om huvudstaden Ottawa. Canning ligger 17 meter över havet och antalet invånare är 2 589.
Terrängen runt Canning är platt åt sydost, men åt nordväst är den kuperad. Havet är nära Canning österut. Närmaste större samhälle är Kentville, 10,5 km sydväst om Canning. 
Omgivningarna runt Canning är en mosaik av jordbruksmark och naturlig växtlighet.